# Zipper comic
『Zipper comic』（ジッパー・コミック）は、かつて祥伝社が発行していた日本の少女向け漫画雑誌。2000年、不定期刊で創刊。2001年5月から隔月刊。発売日は刊行月の前月21日。2002年5月まで発行されたが、『FEEL YOUNG増刊 Salada』に改名された。

## 概要
2000年9月19日、ファッション誌『Zipper』の漫画版として、また『FEEL YOUNG』（祥伝社）の妹誌として創刊（通巻1号）。同誌と同じく、編集プロダクション「シュークリーム」が編集を担当した。
『FEEL YOUNG』の連載作家たちによる新作読み切り作品を中心に掲載。創刊当初は不定期刊で、通巻2号は2001年2月19日発売。2001年5月21日発売の同年6・7月号から隔月刊。2002年5月21日発売の6・7月号を最後に、次号から『FEEL YOUNG増刊 Salada』（10月号、8月発売）に改名された。

## 掲載作品
- きみの手を取り、海へ逃げよう（小野塚カホリ作画、原田梨花原作）
- キラ☆キラ☆（高瀬志帆）
- クールパイン（南Q太）
- セックスのあと男の子の汗はハチミツのにおいがする（おかざき真里）
- ハートを打ちのめせ!（ジョージ朝倉）→『FEEL YOUNG』に移籍
- ハナサキキス（宇仁田ゆみ）
- ハニーハイテンション（藤末さくら）
- ラブリー!（桜沢エリカ）